# Raúl Quevedo
Raúl Quevedo Torrentera (* 1928 oder 1929; † 17. Juli 2007) war ein mexikanischer Fußballspieler auf der Position des Torwarts, der in der Saison 1953/54 mit dem CD Marte die mexikanische Fußballmeisterschaft gewann. Er starb im Alter von 78 Jahren infolge eines Herzstillstands.

## Erfolge
- Mexikanischer Meister: 1953/54